# Olav Olavsen
Olav Olavsen (døbt Ólafur Ólafsson) (25. december 1753 på Tverå i Blönduhlið, Skagafjord Syssel, Island – 20. januar 1832 i Christiania) var en dansk-norsk-islandsk arkitekt og jurist.

## Karriere
Hans forældre var bonde Ólafur Jónsson og Kristín Björnsdóttir. Han blev student fra Hólar 1773 og immatrikuleret ved Københavns Universitet 1777 og besøgte, samtidig med at han læste til juridisk eksamen, Kunstakademiet, hvor han blev påvirket af C.F. Harsdorff og Hans Næss og i 1780 vandt både den lille og den store sølvmedalje i Bygningsskolen. Den 30. oktober samme år søgte han om det ved justitsråd Johan Heinrich Schlegels død ledige professorat i geometri ved Akademiet; men han fik det ikke. Derimod blev han i 1782 cand. jur. og fik i 1783 kort før sin afrejse fra København Akademiets vidnesbyrd for, at han havde vundet begge dets sølvmedaljer. Han blev først 1784 tegnemester og lektor i matematik ved Bergseminariet i Kongsberg, senere (1787) lektor i lovkyndigheden sammesteds, fik i 1794 titel af professor og blev i 1803 auktionsforvalter. Omsider fik han sin afsked fra seminariet i 1814, da hans lærerposter blev nedlagte, og som auktionsforvalter i 1822, medens han samtidig udnævntes til Ridder af Vasaordenen. Fra 1791 var han bestyrer ved Bolvik Jernværk. Han var i 1779 medstifter af Det islandske Litteraturselskab. I 1818 var han stortingsmand for Kongsberg by. Han døde i Christiania den 20. januar 1832.

## Arkitektur
Han stod i spidsen for den arkitektoniske udformning af alt bygningsarbejde i Kongsberg og omliggende distrikt. Hovedparten af hans bygningsværker her gik dog til grunde ved Kongsbergs brand 1810, men bevaret er en tegning, muligvis af oberberghauptmand Hiorts hus i samme by (Riksarkivet, Oslo). Han gav efter Kongsbergs brand tegninger til genopbyggelse af flere bygninger, bl.a. Amtshuset (Riksarkivet, Oslo), som bærer præg af Jardin'ske stiltræk. Derimod fik Olav Olavsen stor betydning som lærer for flere norske arkitekter, bl.a. Hans von Linstow, og spredte dermed klassicismen i Norge.
Olavsen tegnede i 1794 et gravmæle over sin landsmand i snævrere forstand, islænderen Jon Erichsen, overbibliotekar ved Det Kongelige Bibliotek i København, hvorpå den afdødes portrætmedaljon var gengivet i en rig arkitektonisk omgivelse,

## Ægteskaber
Han blev gift 1. gang 23. marts 1784 i København med Ane Christine Jacobsen (Johnsen?) (ca. 1758 - 27. februar 1793 i Kongsberg) og 2. gang 21. januar 1816 i Kongsberg med Berthe (Birgitte) Margareta Willemann (døbt 2. september 1786 smst. - 10. februar 1827 smst.), datter af bjergarbejder Christopher Christensen Willemann og Anne Larsdatter Hoele.

## Værker
- Hyldestblad til Christian VII (kobberstik stukket af Johan Gottlieb Friedrich, med latinsk og islandsk tekst, 1783, Det Nationalhistoriske Museum på Frederiksborg Slot)
- Tegning til gravmæle over overbibliotekar Jon Erichsen (1787?, stukket i kobber af Johan Christoph Seehusen)
- Ledede genopbygningen af Kongsberg efter branden i 1810
- Renovering af Haug Kirke, Eiker (1818, ombygget)

Tilskrivninger:
- Oberberghauptmand Jørgen Hiorths gård, Kongsberg (1780'erne, brændt 1810)
- Bergamtsbygningen, Kongsberg (1810)
- Tegning til apoteket, Kongsberg
- Herregården Store Mæla, Gjerpen (1800, ombygget)
- Herregården Gulskogen ved Drammen (1804)
- Herregården Austad ved Drammen (1808)
- Hovedbygningen ved Bolvik Jernværk